# Fundal

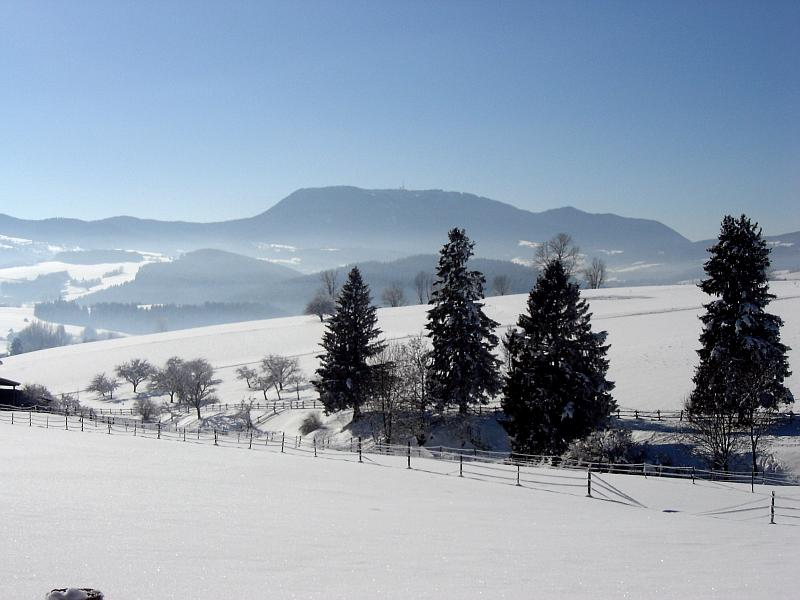
Munții reprezintă fundalul acestei scene

Fundalul este partea unui peisaj sau a unei etape aflată departe de observator. Acesta poate fi utilizat în artă pentru a sublinia tema sau motivul desenului. În arhitectură acest element este definit ca un vast element arhitectonic sau natural care constituie fondul perspectivei frontale a unei construcții.

## Vezi și
- Fundal, suprafața de lucru a unui calculator

## Legături externe
- „Fundal” la DEX online